# Jamie xx
Jamie xx (* 28. Oktober 1988 in London als Jamie Thomas Smith) ist ein englischer Musiker und Musikproduzent und Gründungsmitglied der Indie-Band The xx.

## Karriere
Jamie Smiths Musikkarriere begann 2005, als er mit seinen Freunden die Band The xx an der Londoner Elliott School gründete. Während er bei The xx die Drumcomputer bediente, produzierte er Remixe für Künstler wie Florence + the Machine, Adele oder Gil Scott-Heron. Für letzteren remixte er dessen Album I’m New Here, das Ergebnis war das Gemeinschaftswerk We’re New Here. 2015 erschien das Jamie xx-Debütalbum In Colour beim Label Young Turks (seit 2021 Young). Im September 2024 ist sein zweites Solo-Album In Waves erschienen.

## Diskografie (Auswahl)
Alben
- 2011: We’re New Here (Remix-Album mit Gil Scott-Heron)
- 2015: In Colour
- 2024: In Waves

Singles
- 2010: NY Is Killing Me
- 2011: I’ll Take Care of U
- 2011: Far Nearer / Beat For
- 2014: Girl / Sleep Sound
- 2014: All Under One Roof Raving
- 2015: Loud Places (feat. Romy)
- 2015: Gosh
- 2016: I Know There’s Gonna Be (Good Times) (feat. Young Thug und Popcaan) (UK: Gold, US: Gold)
- 2020: Idontknow
- 2022: Let’s Do It Again
- 2022: Kill Dem
- 2024: It’s So Good
- 2024: Baddy of the Floor (feat. Honey Dijon)
- 2024: Treat Each Other Right
- 2024: Life (feat. Robyn)
- 2024: All you Children (feat. The Avalanches)
- 2025: F.U. (feat. Erykah Badu)

## Auszeichnungen für Musikverkäufe
| Goldene Schallplatte - Kanada - 2020: für die Single Loud Places - Neuseeland - 2019: für die Single Loud Places - 2021: für das Album In Colour Platin-Schallplatte - Kanada - 2022: für die Single I Know There’s Gonna Be (Good Times) |

Anmerkung: Auszeichnungen in Ländern aus den Charttabellen bzw. Chartboxen sind in ebendiesen zu finden.
| Land/RegionAuszeichnungen für Musikverkäufe (Land/Region, Auszeichnungen, Verkäufe, Quellen) | Gold     | Platin  | Verkäufe | Quellen              |
| -------------------------------------------------------------------------------------------- | -------- | ------- | -------- | -------------------- |
| Kanada (MC)                                                                                  | Gold1    | Platin1 | 120.000  | musiccanada.com      |
| Neuseeland (RMNZ)                                                                            | 2× Gold2 | —       | 22.500   | radioscope.co.nz NZ2 |
| Vereinigte Staaten (RIAA)                                                                    | Gold1    | —       | 500.000  | riaa.com             |
| Vereinigtes Königreich (BPI)                                                                 | 3× Gold3 | —       | 900.000  | bpi.co.uk            |
| Insgesamt                                                                                    | 7× Gold7 | Platin1 |          |                      |